# Opius halconicus
Opius halconicus är en stekelart som beskrevs av Fischer 1966. Opius halconicus ingår i släktet Opius och familjen bracksteklar. Inga underarter finns listade i Catalogue of Life.